# Ashley Parker Angel

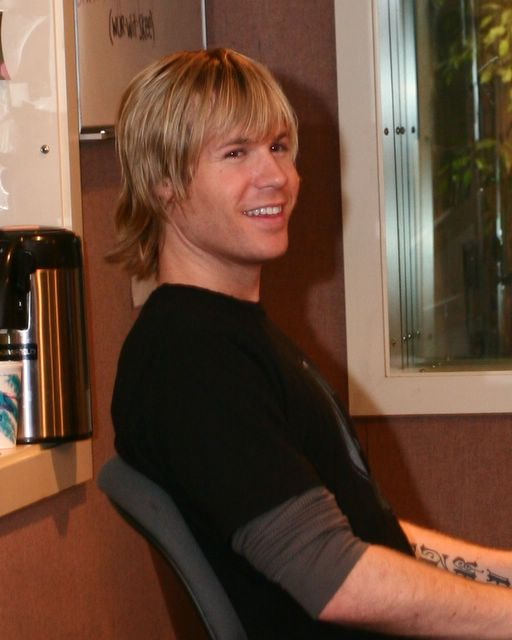
Ashley Parker Angel (2006)

Ashley Parker Angel (* 1. August 1981 in Redding, Kalifornien; gebürtig Ashley Ward Parker) ist ein US-amerikanischer Popsänger, Musicaldarsteller und ehemaliges Mitglied der Boyband O-Town.

## Leben
Angel wuchs mit seiner Mutter und seinem Stiefvater auf. Er wurde 1999 in der Castingshow Making the Band entdeckt und Mitglied der dort erstellten Band O-Town. Nach der Trennung der Band 2003 arbeitete Ashley an seiner Solokarriere.
Er war Hauptdarsteller der Reality Show There and Back, welche Anfang 2006 in den USA ausgestrahlt wurde und Ausschnitte aus seinem Alltagsleben zeigte. Im Herbst 2006 lief die Sendung auch im deutschen Fernsehen bei VIVA. Sein Album Soundtrack to Your Life erschien in Deutschland im Dezember 2006.
Von Januar 2007 bis September 2008 spielte Angel im Broadway-Musical Hairspray die Rolle des Link Larkin.
Angel hat zusammen mit Tiffany Rowe einen Sohn (* 2005). Angel und Rowe trennten sich im Sommer 2008.
Im Jahr 2010 spielte er die Hauptrolle des Carson Wheetly in Wild Things 4.
Von September bis November 2023 nahm Angel als S’More an der zehnten Staffel der US-amerikanischen Version von The Masked Singer teil und erreichte den neunten Platz.

## Diskografie
Alben
- 2006: Soundtrack to Your Life

Singles
- 2006: Let U Go
- 2006: Soundtrack to Your Life
- 2012: Don’t Let Me Down
- 2013: Switchblade